# Рица (језеро)
Рица (абх. Риҵа, груз. რიწა, рус. Рица) је језеро у Кавкаским планинама, у северозападном делу Абхазије, Грузија, окружено је мешовитим планинским шумама и субалпским ливадама. Пут од језера до обале Црног мора изграђен је 1936. године. Насеље Ауадхара изграђено је на северном делу језера. 
Језеро је била важна туристичка атракција током совјетског периода. И даље га посећују руски туристи.

## Географија
Језеро Рица је једно од најдубљих језера у Грузији (116 м), и богато је пастрмкама. 
У језеро се уливају 6 река, а отиче само река Јупшара.

## Опис
Вода у језеру је хладна и чиста. Језеро окружују планине висине од 2,200 дo 3,500 метара. Предео око језера је део екорегиона еускинско-колхијских широколиснатих шума са високом концентрацијом зимзелених шимшира. Око језера се могу видети пуно стабала кавкаских јела виших од 70 метара.
У 1930. години основан је Рица резерват природе са површином од 162,89 km² са циљем да заштити природно стање језера и околине.

## Познати посетиоци
Совјетски вођа Јосиф Стаљин имао је једну викендицу на језеру (тзв. дачу).
Касније је и Леонид Брежњев имао викендицу у близини Стаљинове.
Данас дача припада абхазијској влади.

## Клима
Просечна температура у области језера износи 7,8 °C (јануар −1.1 °C, август 17,8 °C). Годишњи ниво падавина у просеку износи 2,000 - 2.200 mm. Зиме су снежне а лета топла.

## Легенде и приче о Рици
О језеру постоје многе легенде и бајке.

### Настанак језера
У давним временима постојала је долина и река на месту данашњег језера. Ту је живела девојка по имену Рица са своја три брата: Агепста, Ацетука и Пшегишха. Рица је водила на пашу своје животиње у долини а њена браћа су ловила у планинама и враћали би се увече у долину, где су вечерали, певали песме и дивили се својој сестри.
Једном су браћа зашла предалеко у планинама. Пропустили су да се врате за вечеру, а Рица је сама вечерала и певала. Чули су је шумски разбојници Гега и Јупшара и одлучили су да је киднапују. Рицина браћа су је чула како плаче и дошла су у помоћ.
Пшегишха је бацио мач на разбојнике, али је промашио и мач је прелетео реку. Долина је била поплављена водом и претворена у језеро. Рица је успела да се ослободи Јупшариног стиска, али је пала у језеро. Браћа је нису могла спасити. Затим је Пшегишха бацио Јупшару у језеро, али вода га није прихватила. Избацила га је преко Пшегишхиног мача и вода га је однела у море. Гега је трчао за Јупшаром али није успео да га спаси.
Браћа су се од туге претворили у планине, и данас још увек стоје ту како би штитили место од разбојника око језера Рица.

### Збогом домовино!
Тридесетих година 20. века, током изградње Стаљинове даче, војници су превозили грађевинске материјале. Једном, на најопаснијем месту, један камион је пао са литице. Док је камион падао, возач је повикао: "Збогом, домовино!" ("Прощай, Родина! "). И данас се ово место зове "Збогом, домовино!" међу возачима.

## Галерија
- Језеро Рица
- Туристи у чамцу на Рици
- Рица језеро 2013. године